# Challain-la-Potherie
Challain-la-Potherie är en kommun i departementet Maine-et-Loire i regionen Pays de la Loire i nordvästra Frankrike. Kommunen ligger i kantonen Candé som tillhör arrondissementet Segré. År 2022 hade Challain-la-Potherie 811 invånare.

## Befolkningsutveckling
Antalet invånare i kommunen Challain-la-Potherie
| Referens: INSEE |